# Hartmut Pulmer

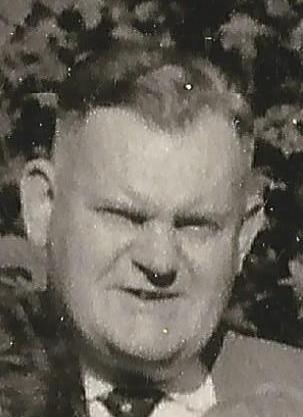
Hartmut Pulmer 1960. Damals lebte er unter dem Pseudonym Hans Petersen

Hartmut Adolf Pulmer (* 9. November 1908 in Königsberg in der Neumark; † 24. April 1978 in Bensheim) war ein deutscher Jurist, SS-Obersturmbannführer und Gestapomitarbeiter.

## Leben
Pulmer studierte Rechtswissenschaft an der Justus-Liebig-Universität Gießen und trat zum 30. Juni 1933 der SS bei (SS-Nummer 178.784). Als Rechtsreferendar war er in Nordhausen/Harz tätig. Zum 1. Mai 1937 trat er der NSDAP bei (Mitgliedsnummer 5.487.085). Nach dem Studium wurde er im Februar 1938 Gestapobeamter und war anschließend bei der Staatspolizeistelle Tilsit Stellvertreter des dortigen Stapoleiters Heinz Gräfe.
Nach Beginn des Zweiten Weltkrieges gehörte er einem Einsatzkommando der Einsatzgruppen während des Überfalls auf Polen an. Anschließend leitete er ab Anfang 1940 die Staatspolizeistelle Zichenau im Grenzgebiet zu Polen.
Ab Januar 1943 war Pulmer Kommandeur der Sicherheitspolizei und des SD (KdS) in Rennes. Die ständigen Niederlagen der deutschen Wehrmacht an allen Fronten, die Invasion der amerikanischen Streitkräfte in Nordafrika und Italien, sowie vor allem die anhaltenden Gerüchte einer baldigen Invasion der amerikanischen Streitkräfte in Frankreich und die Zunahme der Unterstützung der Résistance durch Fallschirmspringer und größere Waffenlieferungen, verstärkten den bewaffneten französischen Widerstand in seinem Einzugsbereich. Im April 1944 wurde Pulmer zum SS-Obersturmbannführer befördert.
Im November 1944 wurde Pulmer Leiter der Staatspolizeileitstelle Nürnberg und im Januar 1945 dort KdS. Kurz vor der Befreiung Nürnbergs durch die US-Armee gab Pulmer noch die Weisung ausländische Zwangsarbeiter zu erschießen.
Danach tauchte er mit einem gefälschten Soldbuch unter und konnte sich so später einen Personalausweis auf den Namen Hans Petersen besorgen. Pulmer lebte mit seiner Familie (drei Kinder)  unter Falschnamen in Bensheim und war dort als Angestellter tätig. Nachdem er 1965 bei der Zentrale Stelle der Landesjustizverwaltungen zur Aufklärung nationalsozialistischer Verbrechen schriftlich angezeigt wurde, wurden die erstmals 1948 eingeleiteten Ermittlungen gegen ihn wieder aufgenommen. Ein Verfahren wegen Personenstandsfälschung wurde gegen eine Geldstrafe in Höhe von 150 DM eingestellt. Pulmer war ab 1969 Rentner. Wegen seiner Tätigkeiten zur NS-Zeit begann 1974 zunächst vor dem Landgericht Gießen ein Verfahren zum Tatkomplex Vergehen von Angehörigen der Staatspolizeistelle Zichenau gegen Pulmer und weitere ehemalige Gestapomitarbeiter dieser Dienststelle. Pulmer schied bereits am ersten Verhandlungstag aus dem Verfahren aus, da ihm Verhandlungsunfähigkeit attestiert wurde. Pulmer starb 1978 in Bensheim.